# 葉萬祿
葉萬祿（？—？），字惟學，號南江，江西饒州千戶所人，軍籍，明朝政治人物。

## 生平
嘉靖二十五年（1546年）丙午科江西鄉試第十五名舉人。嘉靖三十二年（1553年）中式癸丑科會試第十三名，二甲第十三名進士。都察院观政，授工部主事，升员外郎，改南刑部，卒。

## 家族
曾祖葉永清；祖父葉貴春，贈工部主事；父葉正英，工部主事。母丘氏（封安人）。兄萬爵，弟萬祐（生员）、萬裕、萬祉。